# Bagbord
Bagbord er et nautisk udtryk, der betegner venstre side af et skib eller fly set agtenfra (bagfra). 
Bagbord side er markeret med rød lanterneføring.
I forbindelse med sejlbåde betyder "bagbord halse" at vinden kommer ind fra venstre. Hvis man har bagbord halse, skal man vige. 
Udtrykket bagbord stammer oprindeligt fra Vikingetiden, hvor man havde styreåren (roret) i højre side. Rorsmanden, som holdt styreåren med begge hænder, stod med ryggen [bak] mod bådens venstre side (bagbord). På engelsk hedder bagbord port (havn), da man i middelalderen lagde til kaj i bagbord side, for ikke at styreåren kom i klemme mellem skibet og kajen.

## Boarding i lufthavne
Passagerer boarder fly i bagbord side. Fly kan evakueres fra begge sider, men lufthavnens infrastruktur er indrettet til at udveksle passagerer via jetbroer i bagbord side. Luftkaptajnen sidder i bagbord side og har nemmere ved at parkere flyet tæt på terminalbygningen i sin side.  